# بيات كلارسفيلد
بيات كلارسفيلد، المولودة بإسم بيات أوغوست كونتسيل في 13 فبراير 1939 في برلين، هي ناشطة مكافحة للنازية الألمانية حصلت على الجنسية الفرنسية عن طريق الزواج، ثم الجنسية الإسرائيلية شرفيًا في فبراير 2016، وتعمل من أجل تخليد ذكرى المحرقة. متزوجة من سيرج كلارسفيلد، ولديها منه طفلين: أرنو (1965) وليدا (1973).
اشتهرت بنشاطها ضد النازيين القدامى الذين يحاولون البقاء في السلطة في ألمانيا. على وجه الخصوص، خلال اجتماع لحزب الاتحاد الديمقراطي المسيحي (حزب الاتحاد الديمقراطي المحافظ والليبرالي الألماني) في 7 نوفمبر 1968، قامت بصفع المستشار الألماني كورت جورج كيسينجر واتهمته بأنه نازي. بعد ذلك، هاجمت إرنست آخنباخ (المساعد السابق لأوتو آبيتز) الذي كان يقوم بتوجيه أوامر هتلر مباشرة إلى المشير فيتان، والذي قدم مرشحًا ليصبح مفوضًا أوروبيًا عام 1970، مما أجبر الحكومة الألمانية على التنازل عن هذا التعيين. هذه الأفعال تعزى في الغالب إلى مبادرتها الشخصية ولها تأثير كبير على الحياة السياسية الألمانية في مطلع سبعينيات القرن العشرين. واصلت جهودها بمساعدة سيرج كلارسفيلد بمهاجمة نازيين جُرّموا بالغياب في فرنسا.

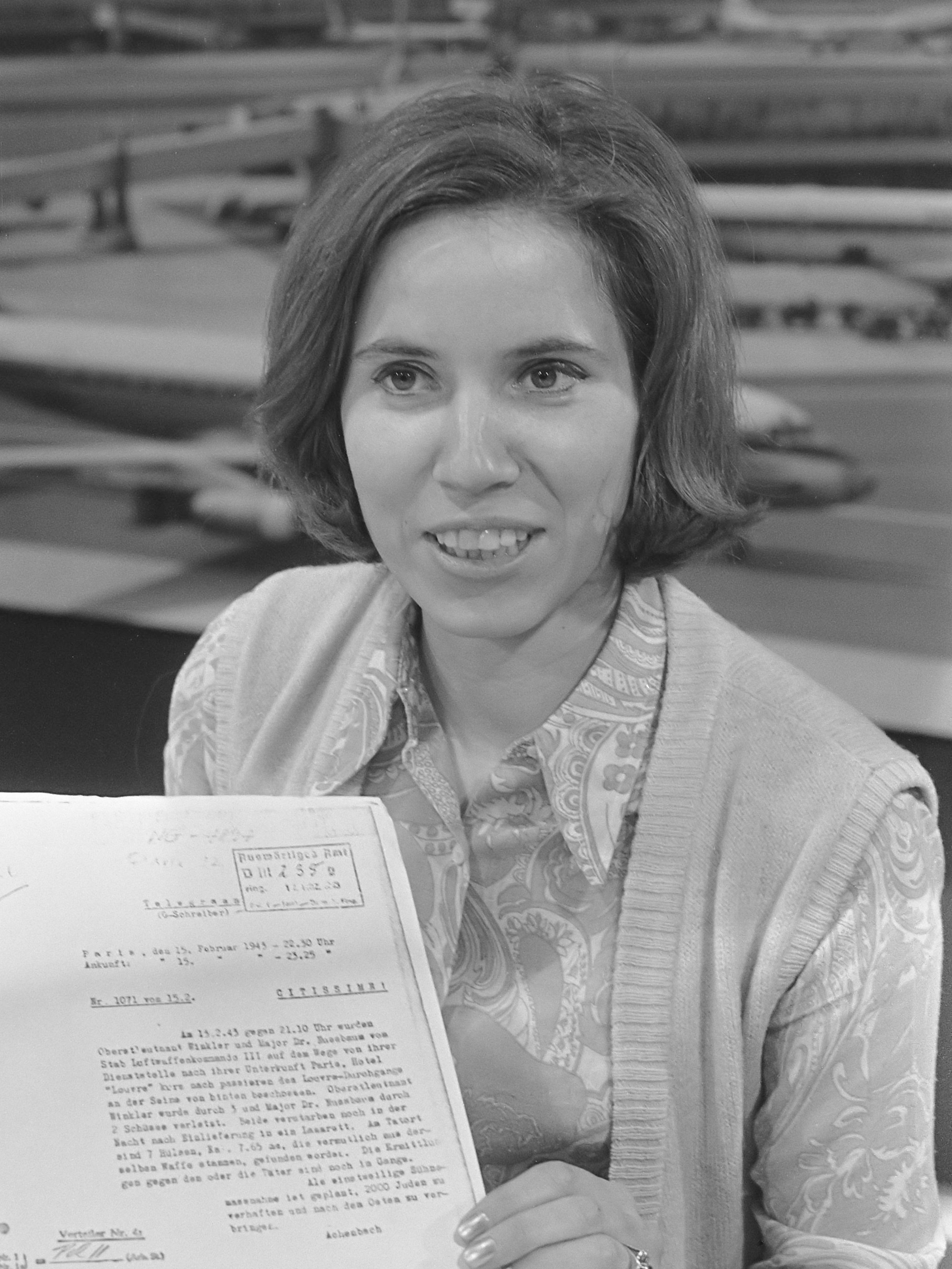
الصحفية بيات كلارسفيلد ألمانيا الغربية 1970.

بدعم من الكونغرس اليهودي العالمي، أُسست مؤسسة بيات كلارسفيلد (Beate Klarsfeld Foundation) التي يقع مقرها في نيويورك وشاركت في العديد من الأنشطة الممولة مالياً من قبل الجمعيات اليهودية الأمريكية، بهدف الحفاظ على ذكرى المحرقة.
بعد ذلك، أصبحت جهودها مرتبطة بشكل لا يمكن فصله بجهود سيرج كلارسفيلد.
عُيينت فارسة في ليجون دونور في أكتوبر 1984، ثم رُقيت إلى ضابط في ليجون دونور في أبريل 2007 على يد الرئيس جاك شيراك بناءً على اقتراح رئيس الوزراء دومينيك دو فيلبان، وبعد ذلك تسلمت الوسام من الرئيس الفرنسي نيكولا ساركوزي.
عُيينت قائدة في وسام الاستحقاق الوطني في مايو 2011. في فبراير 2012، دعم حزب اليسار ترشحها للانتخابات الرئاسية الألمانية عام 2012، لكنها خسرت أمام القس جواخيم جاوك، القس والناشط في مجال حقوق الإنسان.
في 1 يناير 2014، رُقيَ الزوجين كلارسفيلد في ليجون دونور، لتصبح بيات قائدة في ليجون دونور وسيرج يصبح كبير ضباط ليجون دونور.
في 15 فبراير 2016، حصلت بيات كلارسفيلد على الجنسية الإسرائيلية وتلقت شهادة المواطنة الإسرائيلية بنفسها في القدس من قبل آريه داري، وزير الداخلية في إسرائيل في ذلك الوقت.

## الأوسمة
- كبير ضباط لوسام جوقة الشرف في 2022 (قائد في 2013، ضابط في 2007).[5]
- كبير ضباط لوسام الاستحقاق الوطني في 2018 (قائد في 2011).
- وسام الاستحقاق من الجمهورية الاتحادية الألمانية في 20 يوليو 2015.